# (8978) Barbatus
(8978) Barbatus ist ein Asteroid des äußeren Hauptgürtels, der am 16. Oktober 1977 von dem niederländischen Astronomenehepaar Cornelis Johannes van Houten und Ingrid van Houten-Groeneveld entdeckt wurde. Die Entdeckung geschah im Rahmen der 3. Trojaner-Durchmusterung, bei der von Tom Gehrels mit dem 120-cm-Oschin-Schmidt-Teleskop des Palomar-Observatoriums aufgenommene Feldplatten an der Universität Leiden durchmustert wurden, 17 Jahre nach Beginn des Palomar-Leiden-Surveys.
Der mittlere Durchmesser des Asteroiden wurde mit 9,117 (±0,393) km berechnet. Die berechnete Albedo von 0,044 (±0,005) weist auf einen dunkle Oberfläche hin. Die Rotationsperiode wurde mehrmals untersucht, zum Beispiel 2009 und 2002 von Brian D. Warner sowie 2015 mit Daten von der Palomar Transient Factory. Die Lichtkurven ließen jedoch keine ausreichende Bestimmung zu. Die Umlaufbahn des Asteroiden um die Sonne hat mit 0,0893 eine niedrigere Exzentrizität. Die Bahnneigung von (8978) Barbatus ist mit knapp 0,3° ebenfalls gering.
Der Asteroid gehört zur Themis-Familie, einer Gruppe von Asteroiden, die nach (24) Themis benannt wurde. Die zeitlosen (nichtoskulierenden) Bahnelemente von (8978) Barbatus sind fast identisch mit denjenigen von vier kleineren Asteroiden: (177923) 2005 SL245, (193162) 2000 XU8, (288995) 2004 TY64 und (554499) 2012 UF8.
(8978) Barbatus ist nach dem Bartgeier benannt, dessen wissenschaftlicher Name Gypaetus barbatus lautet. Die Benennung erfolgte am 2. Februar 1999. Zum Zeitpunkt der Benennung war der Bestand des Bartgeiers in Europa gefährdet.